# ماركو ميتروفيتش (لاعب كرة قدم)
ماركو ميتروفيتش (بالسويدية: Marko Mitrovic)‏ هو لاعب كرة قدم سويدي في مركز الهجوم، ولد في 27 يونيو 1992 في مالمو في السويد. شارك مع منتخب السويد تحت 17 سنة لكرة القدم. أما مع النوادي، فقد لعب مع إف سي آيندهوفن وتشيلسي ونادي بريشيا ونادي سوندرييسكه ونادي مالمو.

## وصلات خارجية
- ماركو ميتروفيتش على موقع قاعدة بيانات كرة القدم.إي يو (الإنجليزية)
- ماركو ميتروفيتش على موقع Soccerway.com (الإنجليزية)